# .pe
.pe è il dominio di primo livello nazionale assegnato al Perù.
È gestito da Red Científica Peruana.

## Domini di secondo livello
Dal 13 dicembre 2007 sono disponibili i seguenti domini di secondo livello:
- .com.pe
- .org.pe
- .net.pe
- .nom.pe
- .gob.pe
- .mil.pe
- .edu.pe